# クリス・ディクソン
クリス・ディクソン （Chris Dickson、1961年11月3日-） は、ニュージーランド生まれのヨットセーラーである。
国際470級で活躍の後、1987年のアメリカスカップにおいてニュージーランドのスキッパーとして挑戦者決定戦への進出に貢献し、国際的な評価を獲得。以後、ニッポンチャレンジなどのシンジケートを渡り歩き、現在はBMW・オラクル・レーシングに所属。アメリカスカップだけではなく、ウィットブレッド世界一周ヨットレース（現ジ・オーシャンレース）などの外洋レースにも活躍の場を拡げている。